# Baulme-la-Roche
Pour les articles homonymes, voir La Roche.
Baulme-la-Roche (prononcé /bom.la.ʁɔʃ/) est une commune française située dans le département de la Côte-d'Or, en région Bourgogne-Franche-Comté.

## Géographie
La commune est traversée par la ligne de Paris-Lyon à Marseille-Saint-Charles. La tête sud du tunnel de Blaisy-Bas est située sur son territoire. Dijon est à 28 km.

### Climat
Pour des articles plus généraux, voir Climat de la Bourgogne-Franche-Comté et Climat de la Côte-d'Or.
En 2010, le climat de la commune est de type climat de montagne, selon une étude du Centre national de la recherche scientifique s'appuyant sur une série de données couvrant la période 1971-2000. En 2020, Météo-France publie une typologie des climats de la France métropolitaine dans laquelle la commune est exposée à un climat océanique altéré et est dans la région climatique  Bourgogne, vallée de la Saône, caractérisée par un bon ensoleillement (1 900 h/an), un été chaud (18,5 °C), un air sec au printemps et en été et des vents faibles. 
Pour la période 1971-2000, la température annuelle moyenne est de 9,2 °C, avec une amplitude thermique annuelle de 16,8 °C. Le cumul annuel moyen de précipitations est de 1 018 mm, avec 13,2 jours de précipitations en janvier et 8,5 jours en juillet. Pour la période 1991-2020, la température moyenne annuelle observée sur la station météorologique de Météo-France la plus proche, « Saint-Martin-du-M », sur la commune de Saint-Martin-du-Mont à 10 km à vol d'oiseau, est de 9,9 °C et le cumul annuel moyen de précipitations est de 938,1 mm,. Pour l'avenir, les paramètres climatiques de la commune estimés pour 2050 selon différents scénarios d'émission de gaz à effet de serre sont consultables sur un site dédié publié par Météo-France en novembre 2022.

## Urbanisme

### Typologie
Au 1er janvier 2024, Baulme-la-Roche est catégorisée commune rurale à habitat dispersé, selon la nouvelle grille communale de densité à 7 niveaux définie par l'Insee en 2022.
Elle est située hors unité urbaine. Par ailleurs la commune fait partie de l'aire d'attraction de Dijon, dont elle est une commune de la couronne,. Cette aire, qui regroupe 333 communes, est catégorisée dans les aires de 200 000 à moins de 700 000 habitants,.

### Occupation des sols

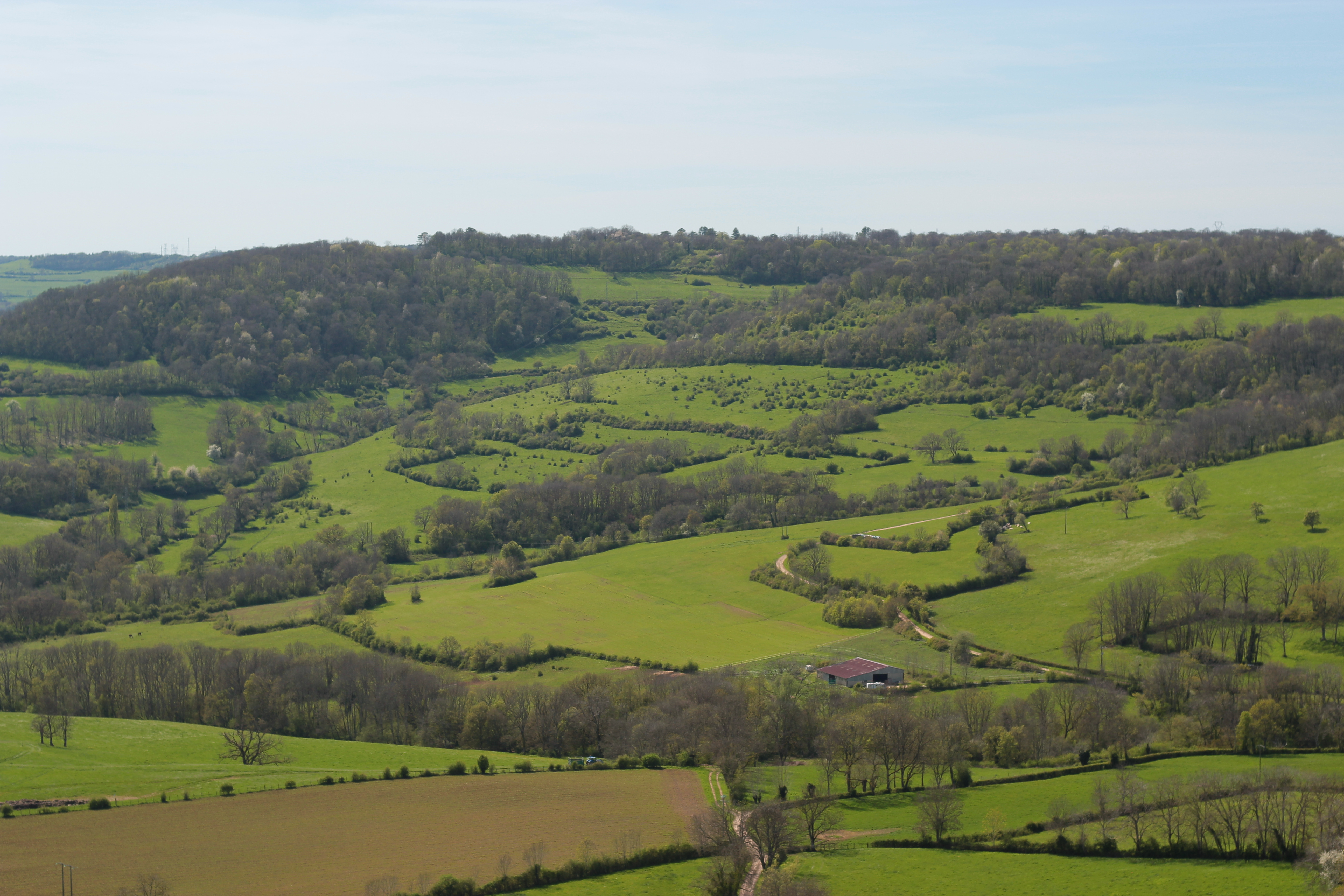
Paysage de Baulme-la-Roche, vu depuis la falaise

L'occupation des sols de la commune, telle qu'elle ressort de la base de données européenne d’occupation biophysique des sols Corine Land Cover (CLC), est marquée par l'importance des territoires agricoles (59,6 % en 2018), en augmentation par rapport à 1990 (58,6 %). La répartition détaillée en 2018 est la suivante : prairies (45,9 %), forêts (40,4 %), zones agricoles hétérogènes (11 %), terres arables (2,6 %). L'évolution de l’occupation des sols de la commune et de ses infrastructures peut être observée sur les différentes représentations cartographiques du territoire : la carte de Cassini (XVIIIe siècle), la carte d'état-major (1820-1866) et les cartes ou photos aériennes de l'IGN pour la période actuelle (1950 à aujourd'hui).

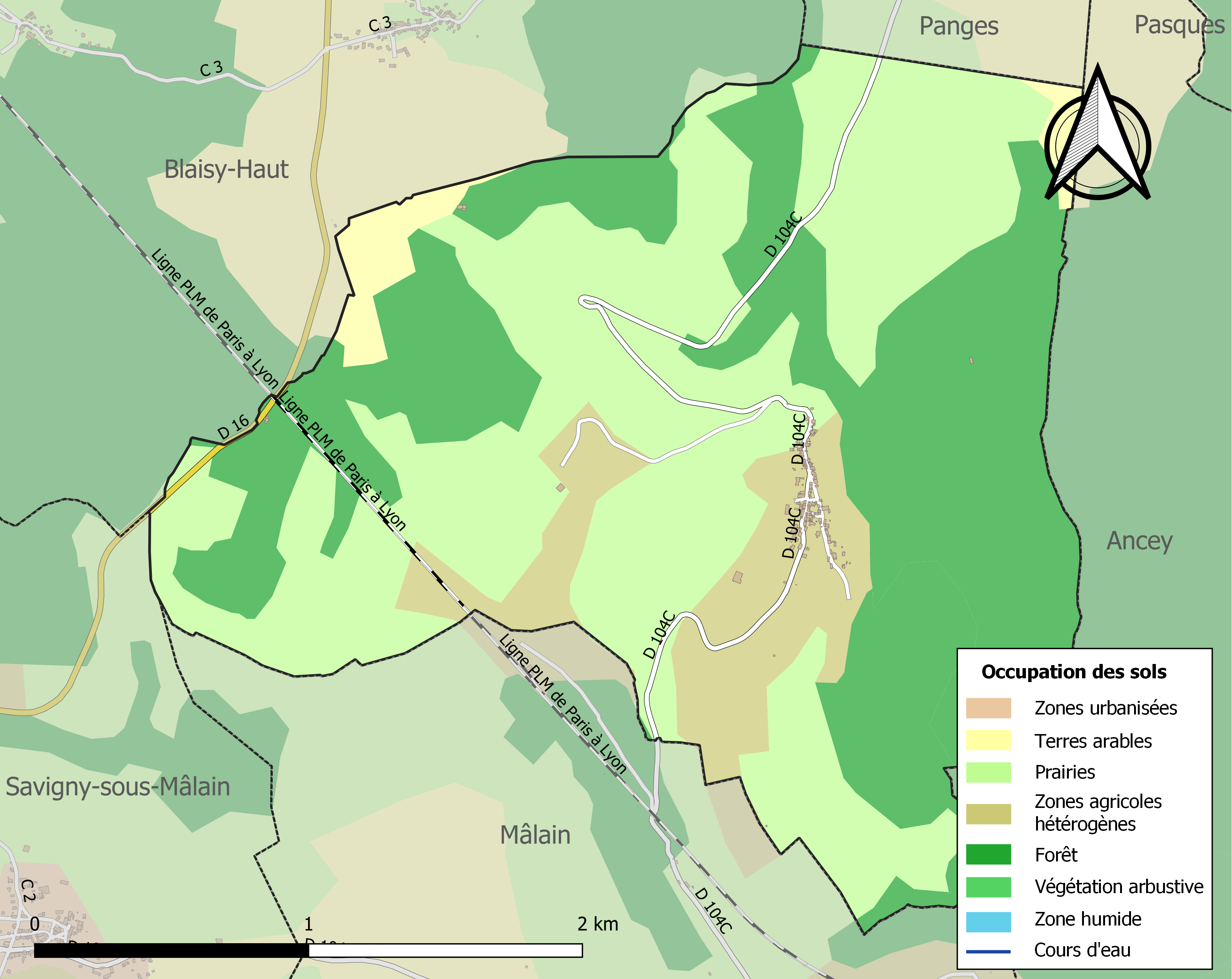
Carte des infrastructures et de l'occupation des sols de la commune en 2018 (CLC).

## Histoire
Godefroy, évêque de Langres (1139-1163), donne à l'abbaye de la Bussière les deux paroisses d'Agey et de Gissey avec leurs dépendances : Baume-la-Roche et la moitié de la paroisse de Remilly, et exempte les moines de toutes dîmes et exactions.

## Politique et administration
| Période                                  | Période  | Identité           | Étiquette | Qualité |
| ---------------------------------------- | -------- | ------------------ | --------- | ------- |
| avant 1981                               | ?        | Stéphane Lhernault |           |         |
| 2011                                     | 2014     | Jean-Luc Gourdin   |           |         |
| mars 2001                                | 2011     | Gisèle Monot       |           |         |
| Les données manquantes sont à compléter. |          |                    |           |         |
| 2014                                     | En cours | Raphaël Vejux      |           |         |

## Démographie
L'évolution du nombre d'habitants est connue à travers les recensements de la population effectués dans la commune depuis 1793. Pour les communes de moins de 10 000 habitants, une enquête de recensement portant sur toute la population est réalisée tous les cinq ans, les populations de référence des années intermédiaires étant quant à elles estimées par interpolation ou extrapolation. Pour la commune, le premier recensement exhaustif entrant dans le cadre du nouveau dispositif a été réalisé en 2006.

En 2022, la commune comptait 92 habitants, en évolution de −1,08 % par rapport à 2016 (Côte-d'Or : +0,82 %, France hors Mayotte : +2,11 %).
| 1793 | 1800 | 1806 | 1821 | 1831 | 1836 | 1841 | 1846 | 1851 |
| ---- | ---- | ---- | ---- | ---- | ---- | ---- | ---- | ---- |
| 357  | 329  | 335  | 314  | 300  | 284  | 249  | 393  | 392  |

| 1856 | 1861 | 1866 | 1872 | 1876 | 1881 | 1886 | 1891 | 1896 |
| ---- | ---- | ---- | ---- | ---- | ---- | ---- | ---- | ---- |
| 244  | 239  | 222  | 198  | 238  | 234  | 214  | 211  | 195  |

| 1901 | 1906 | 1911 | 1921 | 1926 | 1931 | 1936 | 1946 | 1954 |
| ---- | ---- | ---- | ---- | ---- | ---- | ---- | ---- | ---- |
| 177  | 186  | 184  | 150  | 170  | 168  | 156  | 139  | 130  |

| 1962 | 1968 | 1975 | 1982 | 1990 | 1999 | 2006 | 2011 | 2016 |
| ---- | ---- | ---- | ---- | ---- | ---- | ---- | ---- | ---- |
| 120  | 106  | 77   | 88   | 100  | 118  | 121  | 109  | 93   |

| 2021 | 2022 | - | - | - | - | - | - | - |
| ---- | ---- | - | - | - | - | - | - | - |
| 90   | 92   | - | - | - | - | - | - | - |

## Culture locale et patrimoine

### Lieux et monuments
La falaise de Baulme-la-Roche : cette falaise calcaire est accessible pour tous par le haut et offre une vue exceptionnelle.

L'église Saint-Martin date du XVIIIe siècle. L'intérieur permet de voir des statues bois polychrome (XVIe, XVIIe et XVIIIe s.), des peintures sur toile XVIIe s. et sur bois (XVIe s.).

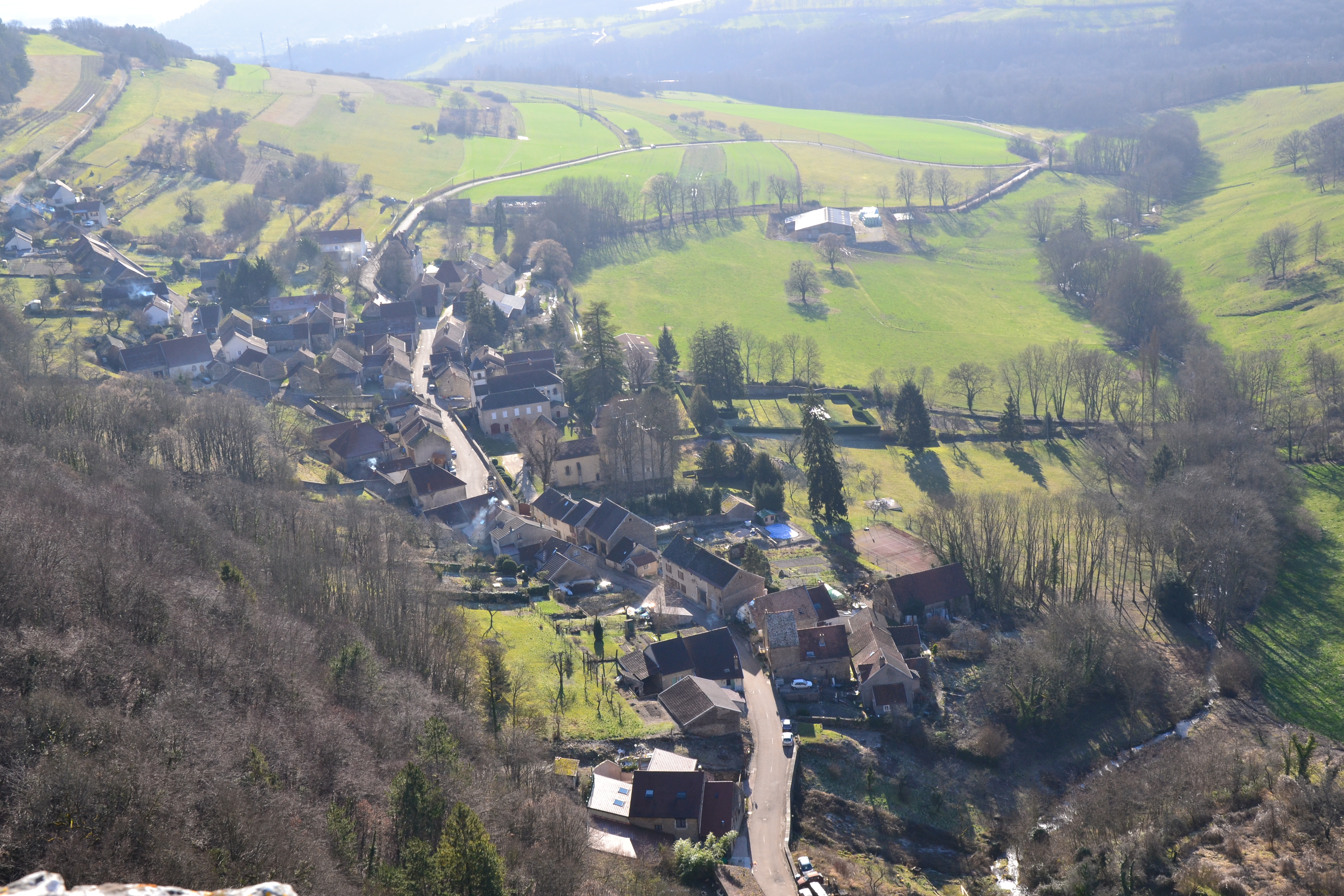
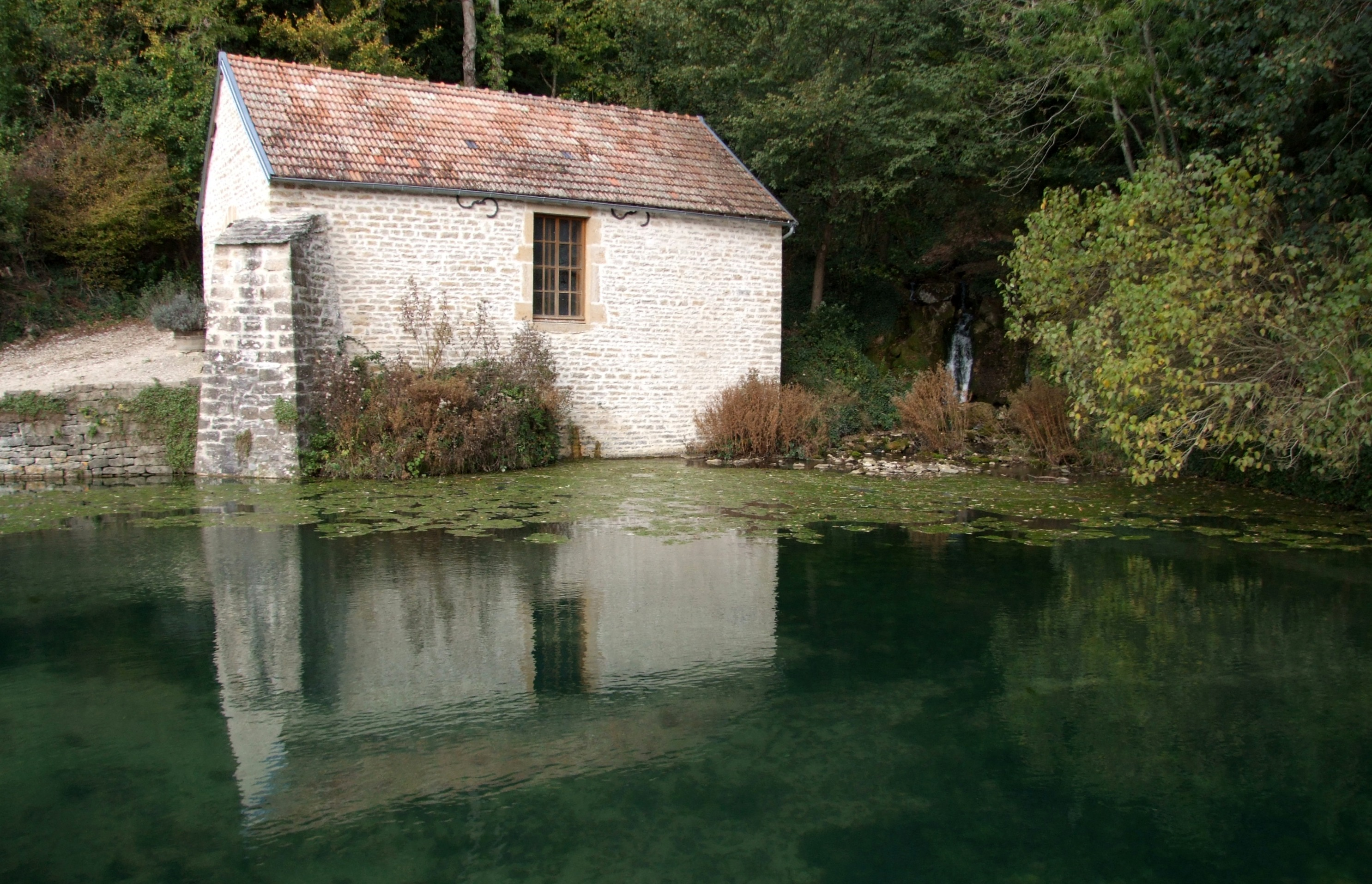
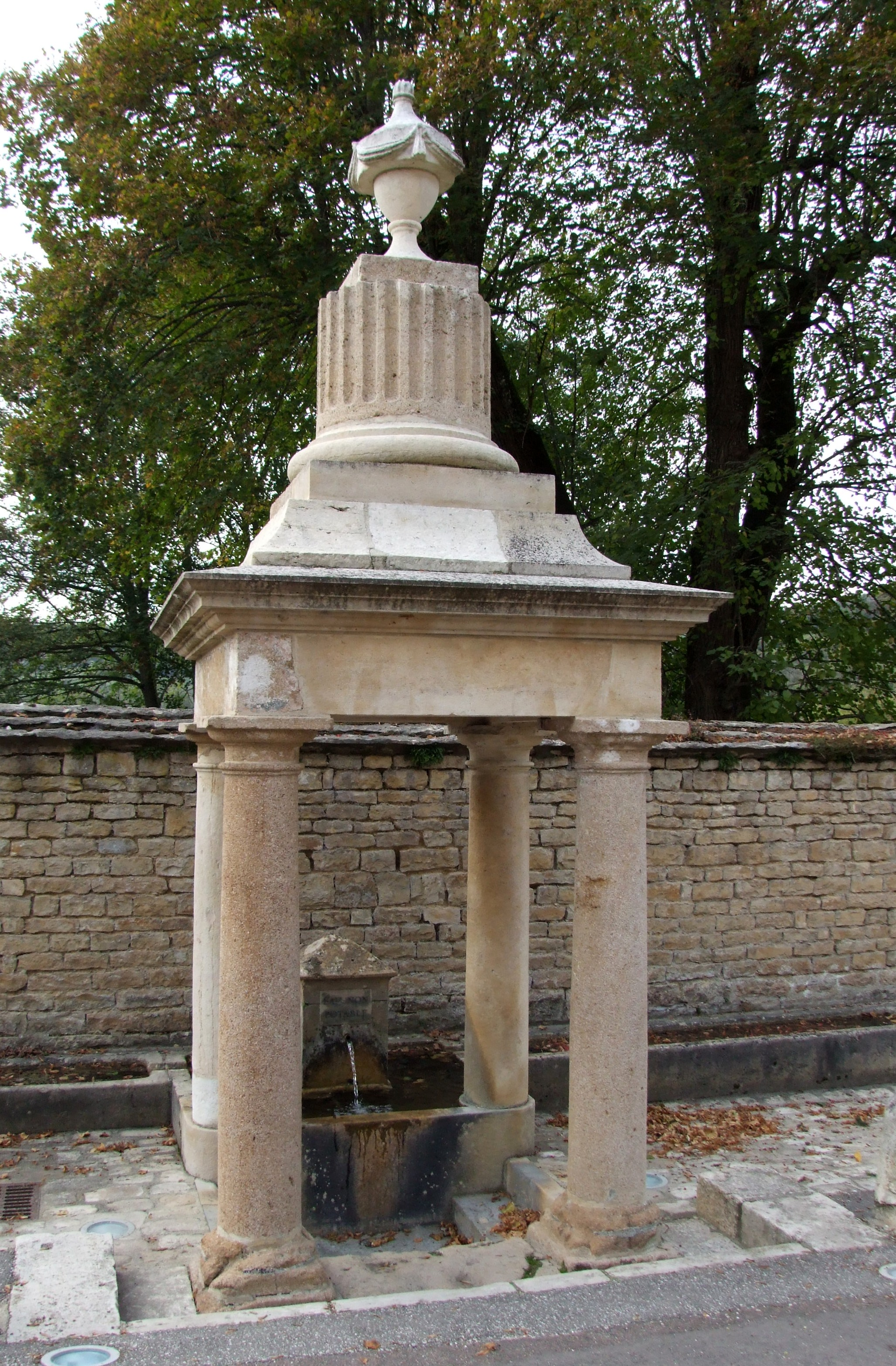

### Héraldique
| Blason de Baulme-la-Roche | Les armes de Baulme-la-Roche se blasonnent ainsi : Coupé : au 1er parti au I d'argent à la croix de gueules chargée de cinq roses du champ et au II d'azur au dextrochère de carnation vêtu d'argent tenant une crosse d'or, au 2e d'azur à la montagne de trois coupeaux d'or, à la divise d'or brochant sur la partition chargée d'une burelle ondée d'azur. |